# Caiguna
Caiguna é uma pequena comunidade à beira da rodovia Eyre na Austrália Ocidental. É a segunda parada a leste de Norseman na jornada ao longo da Planície de Nullarbor. Entre Balladonia e Caiguna há um trecho reto de 146,6 km, um dos trechos rodoviários retilíneos mais extensos do mundo.

## História
O nome da cidade origina-se de uma palavra aborígene que possivelmente significa "caminho da lança". Em 1841, um grupo composto por Edward John Eyre, um homem chamado John Baxter e três aborígenes, um deles chamado Wylie, cruzaram a planície de Nullarbor, partindo de Fowler's Bay, na Austrália Meridional. Em 29 de abril, dois dos aborígenes mataram John Baxter e desapareceram no deserto, levando a maior parte dos suprimentos do grupo. Em função do terreno, não se pôde enterrar Baxter, de modo que seus restos mortais foram enrolados num cobertor e deixados para trás, enquanto Eyre e Wylie se viram em dificuldades por mais um mês, quando foram resgatados por uma embarcação francesa numa parte da costa próxima a atual localidade de Esperance, também na Austrália Ocidental. Um memorial em homenagem a Baxter localiza-se 10 km ao sul da rodovia.
A cidade foi fundada em 1962 com o objetivo de prestar apoio aos viajantes cruzando a planície de Nullarbor, com o objetivo de ir aos Jogos da Commonwealth de 1962, ocorridos em Perth.

## No presente
Atualmente, Caiguna consiste em não muito mais que o hotel John Eyre, que fornece amenidades típicas de beira de estrada, inclusive estacionamento para trailers e nas imediações da localidade existe uma pequena pista de pouso.
Caiguna é a cidade na qual o fuso horário não oficial Central (CWT - UTC+8:45) começa.